# S.P.Y.S
S.P.Y.S, brittisk film från 1974. Två amerikanska agenter ställer till det för både CIA och KGB. Regisserad av Irvin Kershner. Med bland andra Elliott Gould, Donald Sutherland och Zouzou.
1. ↑  läs online, Internet Movie Database , läst: 13 april 2016.[källa från Wikidata]
2. ↑  Česko-Slovenská filmová databáze, 2001.[källa från Wikidata]
3. ↑  Rotten Tomatoes, Rotten Tomatoes-ID: m/spys_1974, läst: 26 juni 2020.[källa från Wikidata]
4. 1 2 3 4 5 6 7 8 9 10 11 12 13  läs online, Internet Movie Database .[källa från Wikidata]